# سرگین‌بو
سَرگین‌بو (انگلیسی: Coprosma) سرده‌ای از گیاهان گلدار از تیره روناسیان است. این درختان در نیوزیلند، جزایر هاوایی، بورنئو, جاوه, گینه نو، جزایر اقیانوس آرام تا استرالیا و جزایر خوان فرناندز یافت می‌شوند.
نام آن‌ها به بوی بد آن‌ها اشاره دارد که سرگین (مدفوع) را تداعی می‌کند.